# 鞍馬天狗

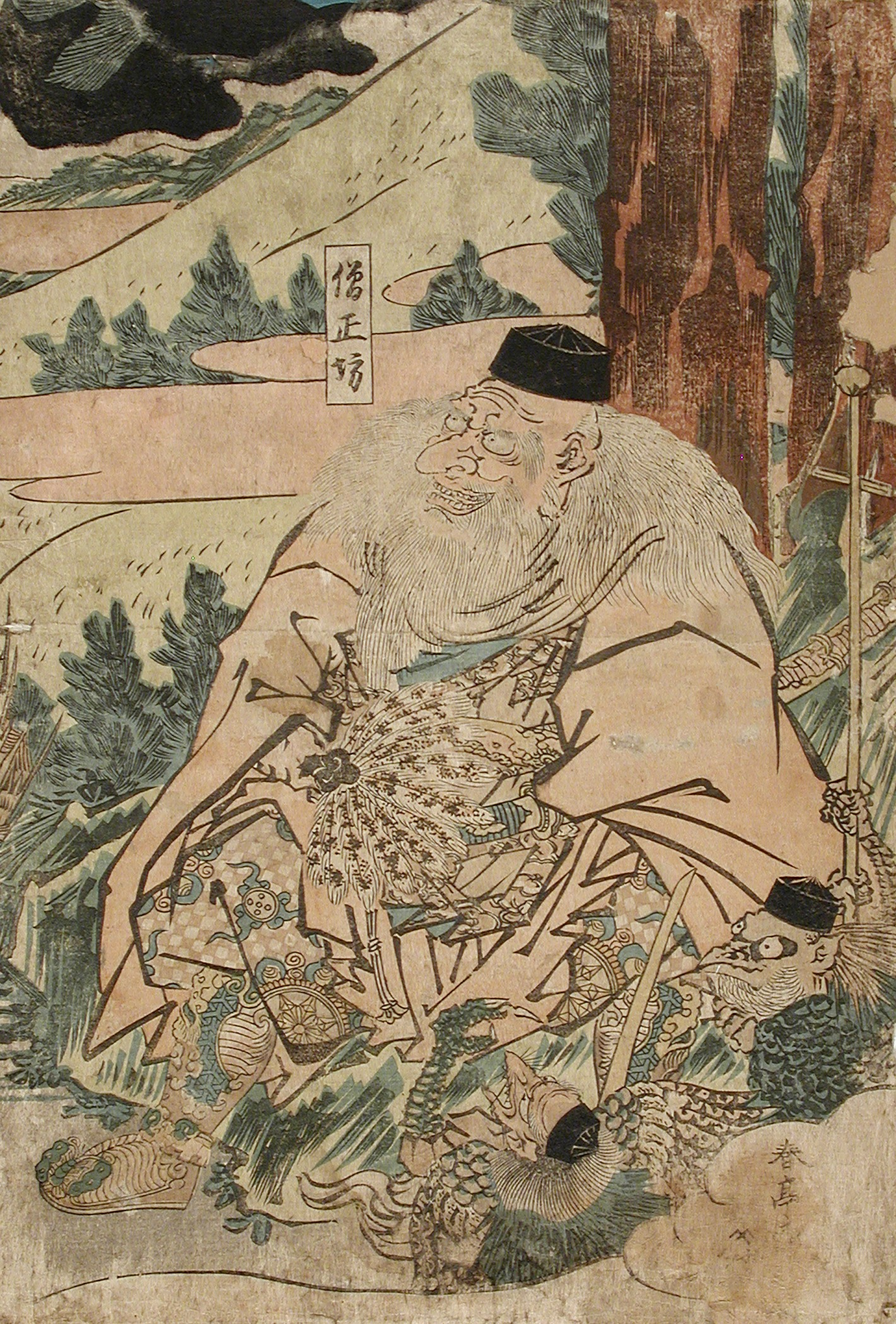
勝川春亭画による鞍馬山僧正坊。

鞍馬天狗（くらまてんぐ）は、鞍馬山の奥、僧正ヶ谷に住むと伝えられる大天狗である。別名、鞍馬山僧正坊。
牛若丸（のちの源義経）に剣術を教えたという伝説で知られる。鬼一法眼と同一視されることがある。

## 鞍馬寺の鞍馬天狗
鞍馬弘教では、鞍馬寺に祀られる尊天の一尊である大天狗、護法魔王尊、またの名を鞍馬山魔王大僧正が、鞍馬山僧正坊を配下に置くとする。または、鞍馬山僧正坊と同一視する。この教義が現在の形となったのは、鞍馬弘教が天台宗から独立した1949年以降である。

## 伝統芸能及び文学
- 鞍馬天狗 (能) - 鞍馬天狗に取材した能の演目。五番目物の天狗物。
- 鞍馬天狗 (小説) - 大佛次郎作の時代小説。ただし、舞台や物語は天狗とは無関係で、主人公が鞍馬天狗の二つ名を持つのみである。